# Лоос, Лина
Лина Лоос (нем. Lina Loos, урождённая Каролина Катарина Обертимпфлер нем. Carolina Catharina Obertimpfler; 9 октября 1882, Вена — 6 июня 1950, Вена) — австрийская актриса кабаре и журналистка-фельетонистка. Её прежде всего помнят за её выступления в Линден-Кабаре в Берлине и за её посмертный сборник сочинений под редакцией Адольфа Опеля. Некоторое время она была замужем за Адольфом Лоосом. Её жизнь стала темой немецкого фильма «Лина».

## Биография
Каролина Обертимпфлер родилась 9 октября 1882 года в семье Карла Обертимпфлера, владельца кофейни.

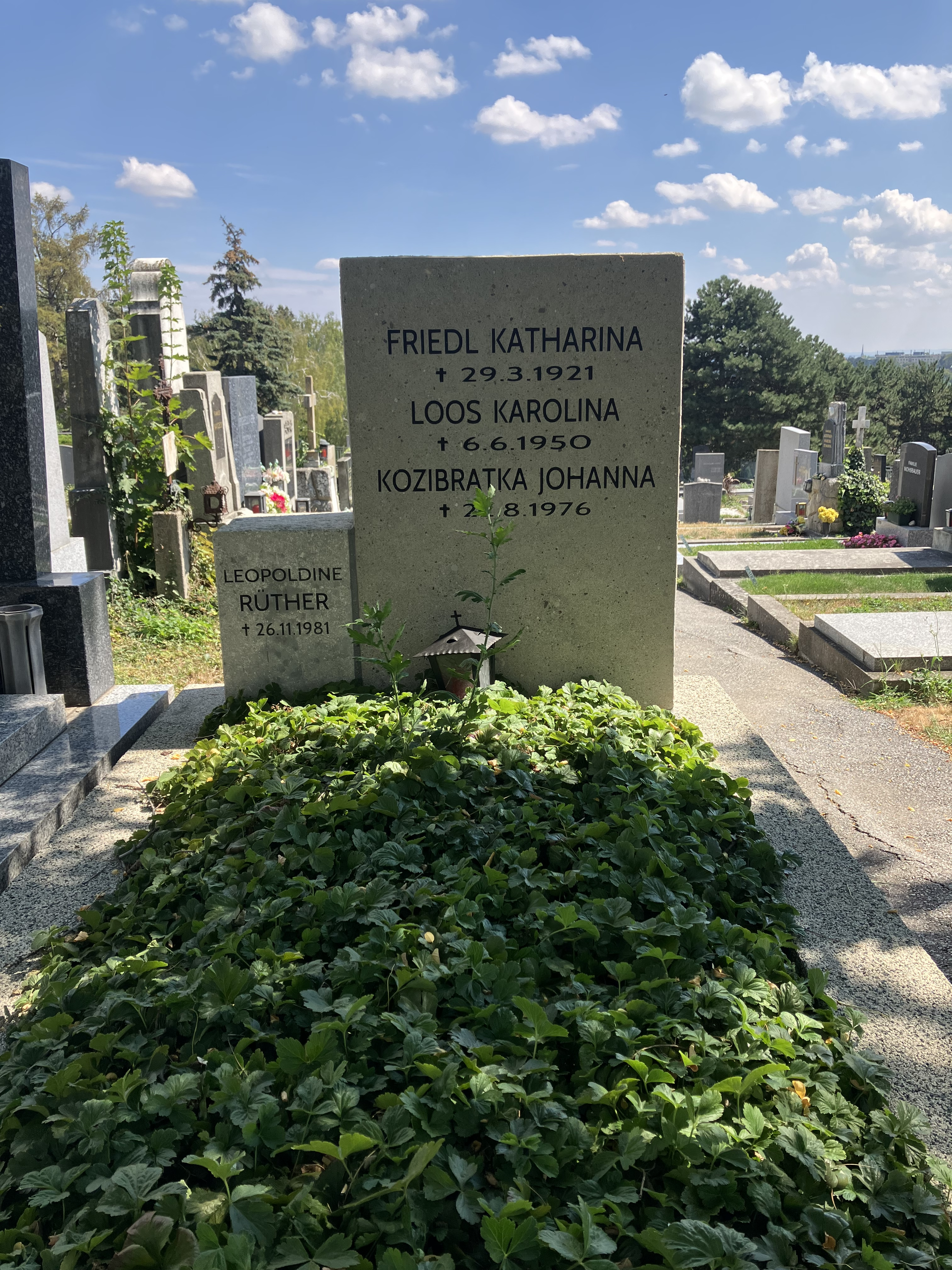
Могила Лины Лоос на кладбище Зиверинг

В июле 1902 года она вышла замуж за архитектора Адольфа Лооса в Айсгрубе; он был на двенадцать лет старше неё. Свидетелями выступили производитель мебели Макс Шмидт и его брат Карл Лео Шмидт. В 1903 году у Лоос завязался роман с 18-летним студентом Хайнцем Лангом. Ланг надеялся, что Лина Лоос расстанется с мужем и уедет к нему, но она написала ему, что передумала и отказалась приехать. После этого Ланг покончил жизнь самоубийством.
Лоос умерла от рака 6 июня 1950 года в Венской больнице общего профиля в возрасте 67 лет.

## Память
В 2022 году в район городской застройки Оберес Хаусфельд в 22-м районе Вены была включена площадь Лина-Лоос-Платц. В её память установлена мемориальная доска на здании, где её родители держали кафе «Casa Piccola».